# Total: From Joy Division to New Order
| Críticas profissionais | Críticas profissionais |
| Avaliações da crítica  | Avaliações da crítica  |
| Fonte                  | Avaliação              |
| ---------------------- | ---------------------- |
| All Music Guide        | link                   |

Total: From Joy Division to New Order é uma compilação de duas bandas britânicas: a banda de pós-punk Joy Division e seus sucessores, a banda de rock e dance alternativo New Order, lançado em Junho de 2011. Pela primeira vez é lançada uma coletânea com canções das duas bandas que têm suas histórias intimamente ligadas. Este álbum contém cinco faixas do Joy Division e treze faixas do New Order, além de uma faixa inédita, "Hellbent". Uma versão online da compilação ainda inclui vídeos musicais.

## Faixas
Joy Division
1. "Transmission" – 3:38
2. "Love Will Tear Us Apart" – 3:26
3. "Isolation" – 2:54
4. "She's Lost Control" – 4:46
5. "Atmosphere" – 4:10

New Order
1. "Ceremony" – 4:37
2. "Temptation" – 5:24
3. "Blue Monday" – 7:29
4. "Thieves Like Us" (7" Edit) – 3:56
5. "The Perfect Kiss" (QWEST/US 7" Edit) – 4:26
6. "Bizarre Love Triangle" (Shep Pettibone 7" Remix) – 3:46
7. "True Faith" (7" Version) – 4:12
8. "Fine Time" (7" Edit) – 3:10
9. "World in Motion" – 4:32
10. "Regret" – 4:10
11. "Crystal" (Radio Edit) – 4:20
12. "Krafty" (Radio Edit) – 3:47
13. "Hellbent" – 4:29

### Deluxe version
Joy Division
1. "Love Will Tear Us Apart" video – 3:39
2. "Atmosphere" video – 4:33

New Order
1. "Temptation" video – 7:01
2. "Blue Monday '88" video – 4:07
3. "The Perfect Kiss" video – 10:39
4. "Bizarre Love Triangle" video – 3:52
5. "True Faith" video – 4:21
6. "World in Motion" video – 4:04
7. "Fine Time" video – 3:23
8. "Regret" video – 3:58
9. "Crystal" video – 4:20
10. "Krafty" video – 3:48